# Lucky Chicken Games
Lucky Chicken Games era un'azienda videoludica statunitense fondata nel 1998 da Jamie Ottilie, Matt Saia e Jonnathan Hilliard.
Nel 2005, l'azienda è stata acquistata dalla Abandon Mobile, ed è diventata produttrice e sviluppatrice dei suoi giochi per dispositivi mobili. Seppur la Lucky Chicken Games non esista più come entità indipendente, alcuni giochi sviluppati dalla Abandon Mobile ne accreditano lo sviluppo, insieme ad altri distributori.

## Giochi pubblicati
- Hot Wheels Stunt Car Racer (versione Game Boy Color di Hot Wheels Stunt Track Driver, 1998)
- BattleTanx (versione Game Boy Color, 1998)
- SeaStrike
- Land Before Time Dinosaur Arcade
- Tyco R/C: Assault with a Battery (2000)
- Matchbox Emergency Patrol
- Casper: Spirit Dimensions (2001)
- Robotech: The Macross Saga (2002)
- Aquaman: Battle for Atlantis (2003)
- Tonka: Rescue Patrol
- Underworld: The Eternal War (2004)
- NHRA 2005 Championship Drag Racing (2005)
- Emergency Patrol